# Orientación profesional

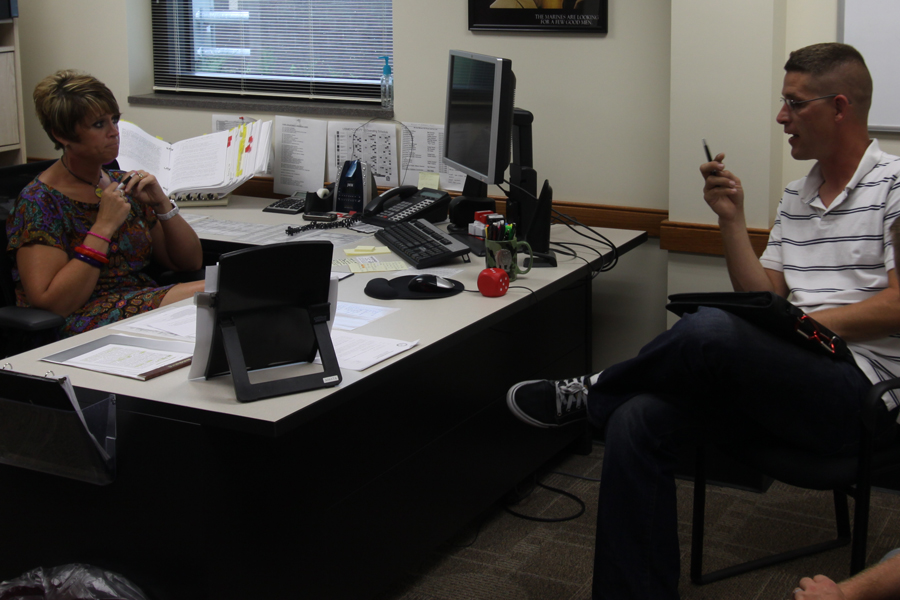
buena

La orientación profesional consiste en ayudar a personas desempleadas, o aquellas que quieran cambiar de empleo, a conseguir un puesto de trabajo. Esto se consigue proporcionando asesoramiento, información y entrenamiento que facilite su inserción profesional. La orientación persigue incrementar la empleabilidad de una persona formándola en técnicas de búsqueda de empleo como la elaboración de un curriculum vitae, la preparación de una entrevista de selección o la búsqueda de ofertas de empleo, así como desarrollando aquellos aspectos personales que la ayuden en la consecución de sus objetivos, como aumento de la autoestima, concienciación de que el control de su vida depende de ella misma, etc.. Normalmente, la orientación se hace en centros dependientes de los servicios públicos de empleo y los orientadores suelen ser titulados en ciencias humanas o sociales con una especialización en el área laboral. 
A veces se confunde con la orientación vocacional u orientación académica. Ésta puede ser considerada una función del psicólogo o del pedagogo en los centros educativos. A partir de los años 70 y 80, y en algunos países surge la Orientación como ciencia de la Educación, por lo que la orientación vocacional pasa a manos del orientador como principal exponente; dirigida a jóvenes y adultos que han finalizado enseñanzas básicas o comunes y desean continuar con una formación especializada. La orientación incluye información sobre salidas laborales, profesionales y diferentes licenciaturas basándose en los intereses y aptitudes personales que posea el individuo. De esta forma se quiere promover una elección adecuada y no impuesta o basada en información distorsionada que hayan podido recibir con la que se creen conceptos erróneos de ciertas ocupaciones, del acceso o salidas de las mismas o que lleven al fracaso por ignorar las propias capacidades.
En general, todos los autores coinciden en reconocer la orientación profesional como de gran trascendencia para el futuro profesional del estudiante, y la conciben como un proceso que no debe limitarse a momentos puntuales a lo largo del transcurso educativo del alumno.
La orientación profesional debe contribuir a que las personas se tracen un camino en la vida que sea satisfactorio en lo laboral, a través de una correcta decisión que dé lugar a una adecuada inserción profesional, y que a la vez contribuya a que cada uno alcance en la medida de lo posible, su realización como persona. Existe para ello básicamente tres procesos, en función a la etapa en la cual se encuentra la persona en tanto su elección primaria de carrera: la orientación vocacional, la reorientación vocacional y el reposicionamiento laboral.

## Perfil del orientador/a profesional
Según los expertos en recursos humanos, un perfil profesional puede definirse como el conjunto de capacidades y competencias que se requieren para el desarrollo de funciones y tareas de una profesión.
Teniendo en cuenta las características propias del mercado laboral actual, las funciones y tareas del Orientador Profesional deben ir adaptándose de forma permanente a los cambios, lo que exige una formación continua para poder responder a las necesidades que demanda la sociedad. 
La Real Academia de la lengua define Orientador como que orienta. Si buscamos el significado de orientar aparece lo siguiente informar a alguien de lo que ignora y desea saber, del estado de un asunto o negocio, para que sepa mantenerse en él, o dirigir o encaminar a alguien o algo hacia un lugar determinado.
Las funciones principales del OP son la búsqueda de información y el asesoramiento (personalizado y en grupo). El objetivo o finalidad es conseguir mejorar la empleabilidad de la persona que está recibiendo la orientación.
¿Qué competencias básicas debe tener un Orientador Profesional? 
Una de las definiciones que aparecen en diccionarios y/o enciclopedias del término competencia  es capacidad para el desarrollo de algo. Si hablamos de competencia profesional, aparece definida como aptitud o capacidad para llevar a cabo una tarea. Así, podemos identificar algunas de las competencias que debe desarrollar el orientador laboral:
- Competencias comunicativas
  - Comunicación verbal y no verbal adecuada:
    - Habilidad para transmitir
    - Saber escuchar
    - Habilidad para gestionar los silencios

  - Capacidad de empatía: ponerse en el lugar de la otra persona para entender cómo se siente.
- Competencias para el manejo de grupos
  - Capacidad de planificación y organización.
  - Capacidad para la dinamización de grupos.
  - Capacidad para la motivación.
  - Capacidad de resolución de problemas.
- Competencias personales. Teniendo en cuenta que la actividad principal del orientador es ayudar a las personas que están en situación de desempleo, podemos destacar como competencias personales:
  - Tolerancia
  - Empatía
  - Asertividad
  - Paciencia
  - Resistencia a la frustración